# Zapteryx exasperata
Zapteryx exasperata é uma espécie de peixe da família Rhinobatidae.
Pode ser encontrada nos seguintes países: México, Estados Unidos, possivelmente Colômbia, possivelmente Costa Rica, possivelmente Equador, possivelmente El Salvador, possivelmente Guatemala, possivelmente Nicarágua, possivelmente Panamá e possivelmente em Peru.
Os seus habitats naturais são: mar costeiro, pradarias aquáticas subtidais e lagoas costeiras de água salgada.